# Dolní Štěpanice
Dolní Štěpanice jsou vesnice v Krkonoších, část obce Benecko v okrese Semily v Libereckém kraji. Zastavěná část se nachází v údolí ve tvaru Y, tvořeného soutokem potoka Cedronu a říčky Jizerky. Na území 2,4 km² bydlí přibližně 340 obyvatel.
Na místní škole přes 40 let vyučoval průkopník české turistiky a lyžování Jan Buchar. Na jejím území se nachází zřícenina stejnojmenného hradu.
Dolní Štěpanice jsou také název katastrálního území o výměře 2,43 km².

## Historie
Osada (spolu s Horními Štěpanicemi) byla založena pravděpodobně v rámci markvartické kolonizace Podkrkonoší, věrohodné historické prameny ale chybí. Za historické datum založení se pokládá rok 1304, kdy byl 28. července předán do užívání štěpanický hrad Janovi z Valdštejna. Jméno osady je odvozeno od jména vůdce kolonizační družiny, vladyky Štěpána (Ščepána).
Oba vodní toky u osady sloužily k pohonu mlýnů a podél obou toků vedou i cesty. Podél Jizerky vede silnice vybudovaná ve třicátých letech 20. století spojující Jilemnici s hřebenovými partiemi Západních Krkonoš (tzv. Masarykova horská silnice, sloužící k výstavbě opevnění) a podél Cedronu vede silnice č. 28624 na Benecko.

## Obyvatelstvo
| Rok            | 1869 | 1880 | 1890 | 1900 | 1910 | 1921 | 1930 | 1950 | 1961 | 1970 | 1980 | 1991 | 2001 | 2011 | 2021 |
| -------------- | ---- | ---- | ---- | ---- | ---- | ---- | ---- | ---- | ---- | ---- | ---- | ---- | ---- | ---- | ---- |
| Počet obyvatel | 776  | 759  | 711  | 819  | 797  | 642  | 620  | 384  | 378  | 385  | 360  | 321  | 352  | 335  | 336  |
| Počet domů     | 84   | 90   | 89   | 95   | 96   | 99   | 106  | 106  | 106  | 97   | 95   | 123  | 131  | 140  | 141  |

## Obecní správa
Při sčítání lidu v letech 1850–1959 Dolní Štěpanice byly samostatnou obcí v okrese Jilemnice. Od roku 1960 jsou částí obce Benecko v okrese Semily.

## Společnost
- hasičská zbrojnice
- škola
- prodejna
- sokolovna
- hospoda
- Krakonošovo muzeum motocyklů
- Firma Delfi

## Pamětihodnosti
- Zřícenina Štěpanického hradu stojí v severovýchodním cípu katastrálního území. Hrad byl založen již ve druhé polovině 13. století, ale první písemná zmínka o něm pochází až z roku 1304. Zanikl v první polovině 16. století a roku 1543 je uváděn jako pustý.[9]
- pamětní deska Jana Buchara na škole
- kaple svatého Jana Nepomuckého

## Osobnosti
- Na dolnoštěpanické škole 41 let vyučoval průkopník českého turismu a lyžování v Krkonoších Jan Buchar.[5]
- V Dolních Štěpanicích se narodil literární historik Josef Hanuš.[10]
- V Dolních Štěpanicích se narodil a prožil mládí Josef Jan Hanuš, stíhací eso druhé světové války.[11]

## Galerie

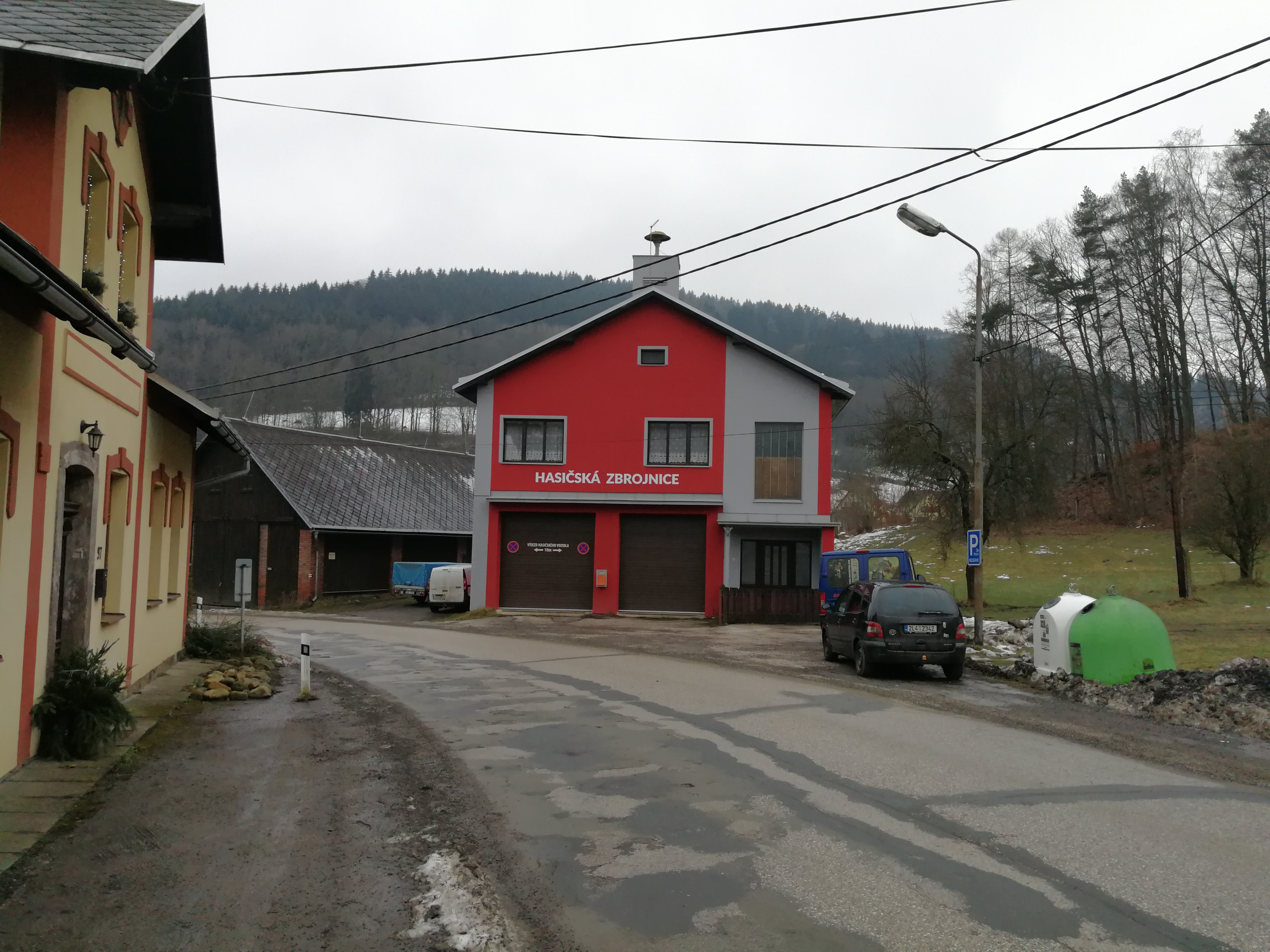
Požární zbrojnice
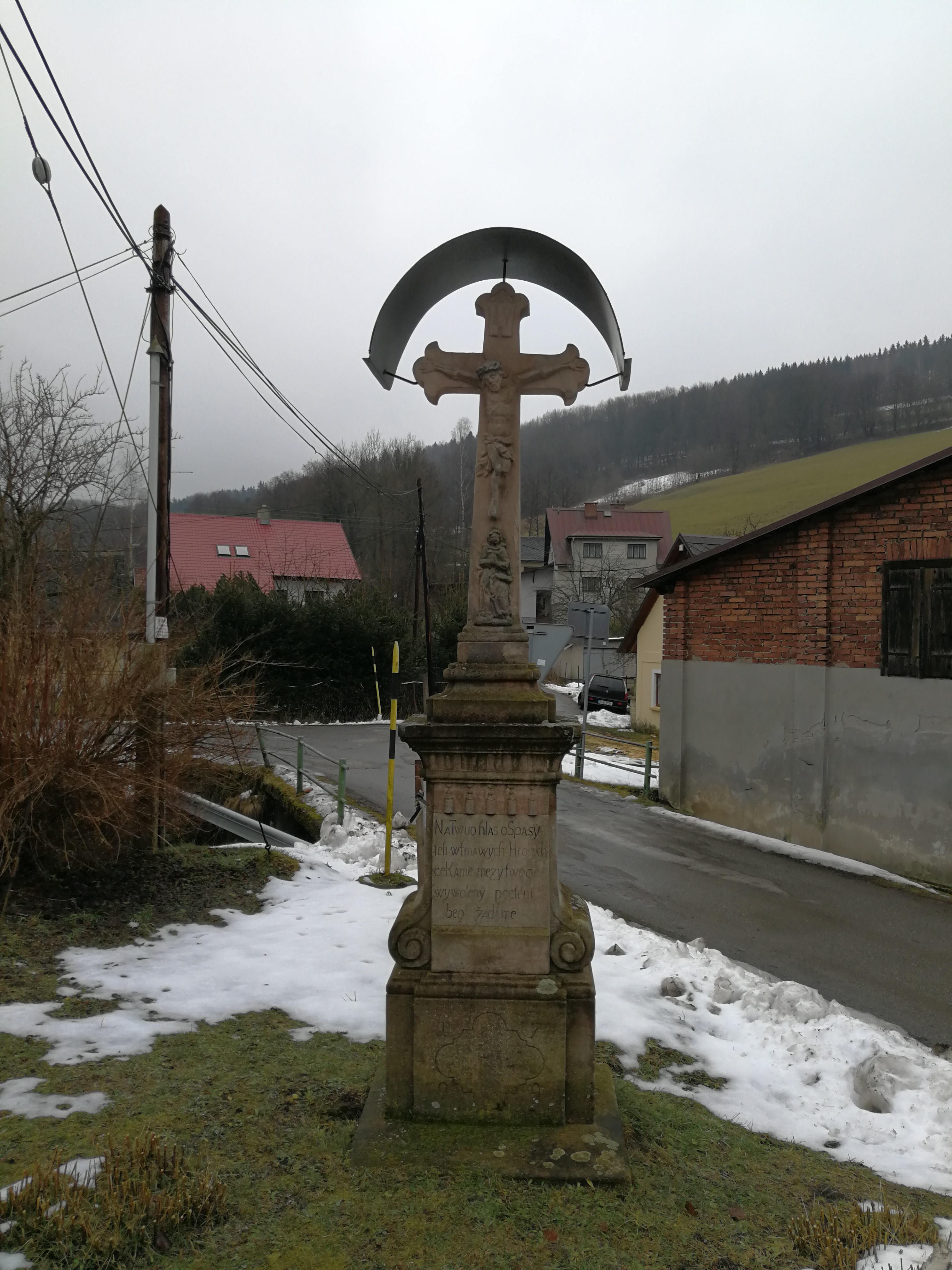
Kříž
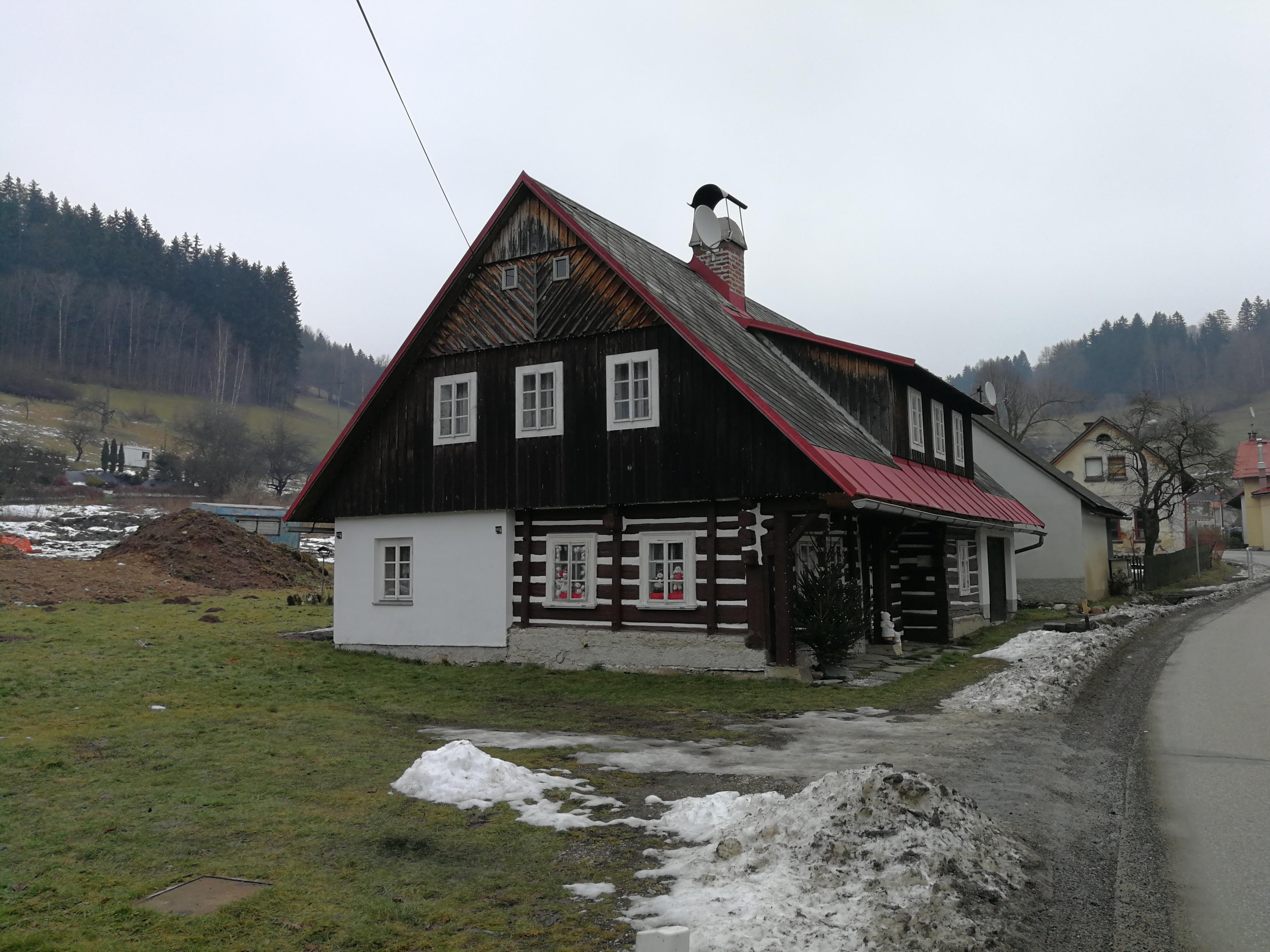
Roubenka v obci
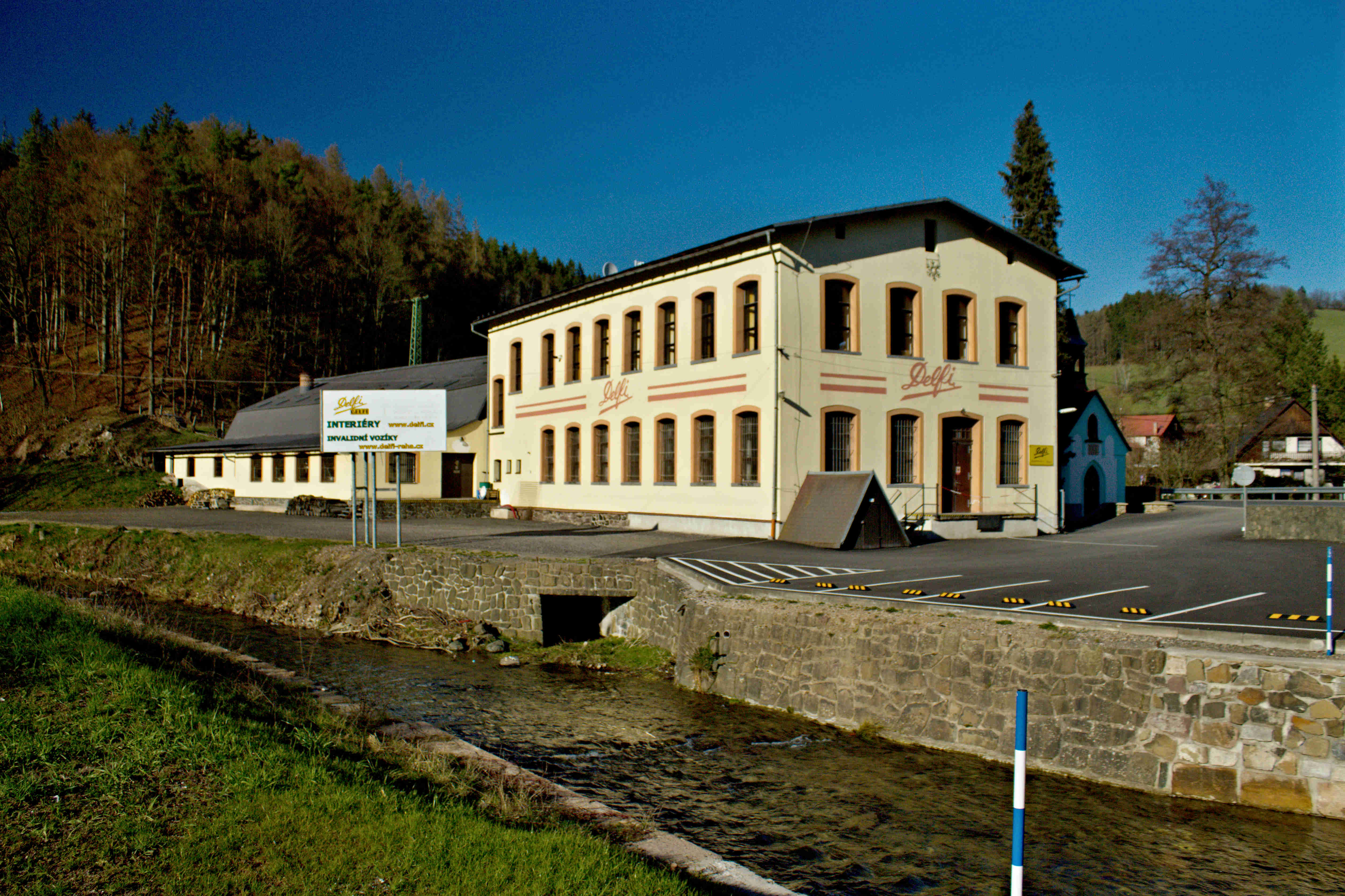
Dolní část obce